# Reino de Israel
O Reino de Israel (em hebraico: מַמְלֶכֶת יִשְׂרָאֵל; romaniz.: Mamléḵeṯ Yiśrāʼēl) foi um dos dois estados sucessores do antigo Reino Unido de Israel e Judá. Os historiadores frequentemente se referem ao Reino de Israel como o Reino do Norte ou Reino de Samaria para diferenciá-lo do Reino de Judá, ao sul.
Acredita-se que o reino existiu entre 930 a.C até 720 a.C, quando acabou sendo conquistado pelo Império Neoassírio. As suas cidades principais eram Siquém, Tirza, Samaria (Shomron), Jafa, Betel e Dã. Alguns acadêmicos (como Israel Finkelstein) não acreditam que a versão do surgimento do Reino de Israel, como contado na Bíblia, seja verdadeira. Outros, como William G. Dever e Amihai Mazar, por outro lado, afirmam que a história bíblica pode ser acurada, embora sujeita a enfeites e exageros.

## História
Após a morte de Salomão, seu filho Roboão assumiu o trono, mas devido ao descontentamento em relação aos impostos, as 10 tribos do Norte separam-se e proclamaram Jeroboão como seu rei. Israel foi dividido entre o Reino de Israel (ao Norte com capital em Siquém) e o Reino de Judá (ao sul com capital em Jerusalém).
Jeroboão estabeleceu-se em Siquém. Vendo que os israelitas continuavam peregrinando ao Templo de Jerusalém, temeu perder o seu trono e fez dois bezerros de ouro, colocando um em Betel e o outro em Dã, declarando o bezerro como o "deus" que tirou os israelitas do Egito, nomeou sacerdotes que não eram levitas e construiu templos. Por causa disso o profeta Aías declarou que Deus levantaria um rei de Judá que exterminaria toda a Casa de Jeroboão até o último varão. Por toda a vida tentou em vão conquistar o Reino de Judá. O filho de Jeroboão, Nabade assumiu o trono, mas dois anos depois foi assassinado e Baasa se tornou o novo rei que exterminou todos os membros da família de Jeroboão, como predito pelo profeta Aías.
Baasa também cometeu os mesmos pecados de Jeroboão, por isso também sua linhagem foi exterminada, sendo sucedida por outras que cometiam os mesmos erros.
Os reinos de Israel e Judá travavam disputas um querendo conquistar o outro. Até que entre 730−720 a.C., o rei Salmanaser V da Assíria invadiu Israel, após o rei Oseias ter recusado de pagar tributo aos assírios. Salmanaser V conquistou o Reino de Israel, prendeu Oseias e os israelitas. O Reino de Judá conseguiu, finalmente, paz podendo se desenvolver.

## Lista dos reis de Israel
Para esta época, a maioria dos historiadores segue as cronologias estabelecidas por William F. Albright ou Edwin R. Thiele, ou a nova cronologia de Gershon Galil. Todas elas são indicadas no quadro. Todas as datas são a.C. (Antes de Cristo).
| Datas de Albright | Datas de Thiele | Datas de Galil | Nome comum/Nome bíblico | Tradução alternativa | Nome hebraico                           | Notas                                                  |
| ----------------- | --------------- | -------------- | ----------------------- | -------------------- | --------------------------------------- | ------------------------------------------------------ |
| Dinastia de Saul  |                 |                |                         |                      |                                         |                                                        |
| 1021–1000         |                 | 1030–1010      | Saul                    |                      | (שאול המלך) Sha'ul                      | Suicidou-se                                            |
| 1000              |                 | 1010–1008      | Isboset                 | Isbosete             |                                         | Reinou sobre todos as tribos, exceto Judá. Assassinado |
| Dinastia de Davi  |                 |                |                         |                      |                                         |                                                        |
| 1000–962          |                 | 1010–970       | David                   | Davi (no Brasil)     | דוד בן-ישי מלך ישראל David ben Yishai   |                                                        |
| 962–922           |                 | 970–931        | Salomão                 |                      | שלמה בן-דוד מלך ישראל Shelomô ben David |                                                        |
|                   |                 |                |                         |                      |                                         |                                                        |

Reis após cisão entre Israel e Judá. De Jeroboão I a Oseias há 9 dinastias e 19 reis.
| Datas de Albright    | Datas de Thiele | Datas de Galil | Nome comum/ Nome biblico | Tradução alternativa | Nome Hebraico                                   | Notas                                                         |  |
| -------------------- | --------------- | -------------- | ------------------------ | -------------------- | ----------------------------------------------- | ------------------------------------------------------------- |  |
| Dinastia de Jeroboão |                 |                |                          |                      |                                                 |                                                               |  |
| 922–901              | 931–910         | 931–909        | Jeroboão I               |                      | ירבעם בן-נבט מלך ישראל Yerav’am ben Nevat       |                                                               |  |
| 901–900              | 910–909         | 909–908        | Nadab                    | Nadabe               | נדב בן-ירבעם מלך ישראל Nadav ben Yerav’am       | Assassinado                                                   |  |
| Dinastia de Baasa    |                 |                |                          |                      |                                                 |                                                               |  |
| 900–877              | 909–886         | 908–885        | Baasa                    |                      | בעשא בן-אחיה מלך ישראל Ba’asha ben Achiyah      |                                                               |  |
| 877–876              | 886–885         | 885–884        | Elá                      |                      | אלה בן-בעשא מלך ישראל ’Elah ben Ba’asha         | Assassinado                                                   |  |
| Dinastia de Zimri    |                 |                |                          |                      |                                                 |                                                               |  |
| 876                  | 885             | 884            | Zimri                    | Zinri ou Zamri       | זמרי מלך ישראל Zimri                            | Suicidou-se                                                   |  |
| Dinastia de Omri     |                 |                |                          |                      |                                                 |                                                               |  |
| 876–869              | 885–874         | 884–873        | Omri                     | Onri                 | עמרי מלך ישראל Omri                             |                                                               |  |
| 869–850              | 874–853         | 873–852        | Acab                     | Acabe                | אחאב בן-עמרי מלך ישראל Ah’av ben ’Omri          | Morto em batalha                                              |  |
| 850–849              | 853–852         | 852–851        | Ocozias                  | Acazias              | אחזיהו בן-אחאב מלך ישראל ’Ahazyahu ben 'Ah’av   | Morto após ferimentos causados por queda da sacada do palácio |  |
| 849–842              | 852–841         | 851–842        | Jorão                    | Jeorão               | יורם בן-אחאב מלך ישראל Yehoram ben ’Ah’av       | Assassinado                                                   |  |
| Dinastia de Jeú      |                 |                |                          |                      |                                                 |                                                               |  |
| 842–815              | 841–814         | 842–815        | Jeú                      |                      | יהוא בן-נמשי מלך ישראל Yehu ben Nimshi          |                                                               |  |
| 815–801              | 814–798         | 819–804        | Joacaz                   | Jeoacaz              | יהואחז בן-יהוא מלך ישראל Yeho’ahaz ben Yehu     |                                                               |  |
| 801–786              | 798–782         | 805–790        | Joás                     | Jeoás                | יואש בן-יואחז מלך ישראל Yeho’ash ben Yeho’ahaz  |                                                               |  |
| 786–746              | 782–753         | 790–750        | Jeroboão II              |                      | ירבעם בן-יואש מלך ישראל Yerav’am ben Yeho’ash   |                                                               |  |
| 746                  | 753             | 750–749        | Zacarias                 |                      | זכריה בן-ירבעם מלך ישראל Zekharyah ben Yerav’am | Assassinado                                                   |  |
| Dinastia de Salum    |                 |                |                          |                      |                                                 |                                                               |  |
| 745                  | 752             | 749            | Salum                    |                      | שלם בן-יבש מלך ישראל Shallum ben Yavesh         | Assassinado                                                   |  |
| Dinastia de Menaém   |                 |                |                          |                      |                                                 |                                                               |  |
| 745–738              | 752–742         | 749–738        | Menaém                   |                      | מנחם בן-גדי מלך ישראל Menahem ben Gadi          |                                                               |  |
| 738–737              | 742–740         | 738–736        | Pecaías                  | Faceias              | פקחיה בן-מנחם מלך ישראל Pekahyah ben Menahem    | Assassinado                                                   |  |
| Os últimos reis      |                 |                |                          |                      |                                                 |                                                               |  |
| 737–732              | 740–732         | 736–732        | Peca                     | Faceia               | פקח בן-רמליהו מלך ישראל Pekah ben Remalyahu     | Assassinado                                                   |  |
| 732–722              | 732–722         | 732–722        | Oseias                   |                      | הושע בן-אלה מלך ישראל Hoshe’a ben ’Elah         | Deposto                                                       |  |

Dinastia Assíria
- 722-705  Sargão II
- 705-681 Senaqueribe
- 681-669 Assaradão